# المخيم الغربي
المخيم الغربي هو بناء يقع غربي مدينة رفح هو ذو شوارع صغيرة ضيقة وعدد سكانه لا يتجاوز ال 7 آلاف نسمة.
يسكن المخيم الغربي الكتير من العائلات المهاجرة من الأراضي المحتلة عام 1948 إذ انهم يعيشون على مساعدات الاونروا وعلى المعونات الخارجية ويفتقر معظم المخيم إلى شبكات الصرف الصحى وإلى الطرق المعبدة والمرصوفة إذ ان شوارعها ضيقة جدا ورملية وتتأثر بمياه الأمطار إذ انه لا يوجد تصريف لها بشكل جيد.